# Zagrebačka nogometna zona – Sjever 1978./79.
Zagrebačka nogometna zona – Sjever  je bila jedna od dvije skupine Zagrebačke zone, te liga četvrtog stupnja nogometnog prvenstva Jugoslavije u sezoni 1978./79. 
 
Sudjelovalo je 14 klubova, a prvak je bio "Sloga" iz Čakovca.  

## Ljestvica
| mj. | klub                          | ut. | pob. | ner. | por. | gol+ | gol- | bod |
| --- | ----------------------------- | --- | ---- | ---- | ---- | ---- | ---- | --- |
| 1.  | Sloga Čakovec                 | 26  | 16   | 7    | 3    | 74   | 36   | 39  |
| 2.  | Zagorac Krapina               | 26  | 14   | 5    | 7    | 58   | 36   | 33  |
| 3.  | Oroteks Oroslavje             | 26  | 14   | 4    | 8    | 43   | 31   | 31  |
| 4.  | Polet Pribislavec             | 26  | 12   | 5    | 9    | 59   | 49   | 29  |
| 5.  | Rudar Mihovljan               | 26  | 9    | 11   | 6    | 42   | 34   | 29  |
| 6.  | Trnje Trnovec                 | 26  | 10   | 7    | 9    | 54   | 46   | 27  |
| 7.  | Proleter Garešnički Brestovac | 26  | 12   | 3    | 11   | 52   | 58   | 27  |
| 8.  | Udarnik Gornji Kućan          | 26  | 11   | 4    | 11   | 48   | 40   | 26  |
| 9.  | Omladinac Novo Selo Rok       | 26  | 11   | 4    | 11   | 49   | 43   | 26  |
| 10. | Lokomotiva Koprivnica         | 26  | 10   | 4    | 12   | 47   | 53   | 24  |
| 11. | PIK Vrbovec                   | 26  | 10   | 2    | 14   | 44   | 46   | 22  |
| 12. | Fenor Nova Rača               | 26  | 7    | 8    | 11   | 33   | 53   | 22  |
| 13. | Čelik Križevci                | 26  | 6    | 3    | 17   | 21   | 53   | 15  |
| 14. | Ivančica Ivanec               | 26  | 6    | 2    | 18   | 36   | 76   | 14  |

## Rezultatska križaljka
| kratica | klub                          | ČEL | FEN | IVA | LOK | OML | ORO | PIK | POL | PRO | RUD | SLO | TRNJ | UDA | ZAG |
| --- | ----------------------------- | --- | --- | --- | --- | --- | --- | --- | --- | --- | --- | --- | ---- | --- | --- |
| ČEL | Čelik Križevci                |     |     |     |     |     |     |     |     |     |     |     |      |     |     |
| FEN | Fenor Nova Rača               |     |     |     |     |     |     |     |     |     |     |     |      |     |     |
| IVA | Ivančica Ivanec               |     |     |     |     |     |     |     |     |     |     |     |      |     |     |
| LOK | Lokomotiva Koprivnica         |     |     |     |     |     |     |     |     |     |     |     |      |     |     |
| OML | Omladinac Novo Selo Rok       |     |     |     |     |     |     |     |     |     |     |     |      |     |     |
| ORO | Oroteks Oroslavje             |     |     |     |     |     |     |     |     |     |     |     |      |     |     |
| PIK | PIK Vrbovec                   |     |     |     |     |     |     |     |     |     |     |     |      |     |     |
| POL | Polet Pribislavec             |     |     |     |     |     |     |     |     |     |     |     |      |     |     |
| PRO | Proleter Garešnički Brestovac |     |     |     |     |     |     |     |     |     |     |     |      |     |     |
| RUD | Rudar Mihovljan               |     |     |     |     |     |     |     |     |     |     |     |      |     |     |
| SLO | Sloga Čakovec                 |     |     |     |     |     |     |     |     |     |     |     |      |     |     |
| TRNJ | Trnje Trnovec                 |     |     |     |     |     |     |     |     |     |     |     |      |     |     |
| UDA | Udarnik Gornji Kućan          |     |     |     |     |     |     |     |     |     |     |     |      |     |     |
| ZAG | Zagorac Krapina               |     |     |     |     |     |     |     |     |     |     |     |      |     |     |
| |                               |     |     |     |     |     |     |     |     |     |     |     |      |     |     |
| podebljan rezultat - utakmice od 1. do 13. kola (1. utakmica između klubova) rezultat normalne debljine - utakmice od 14. do 26. kola (2. utakmica između klubova) rezultat nakošen - nije vidljiv redoslijed odigravanja međusobnih utakmica iz dostupnih izvora rezultat smanjen * - iz dostupnih izvora nije uočljiv domaćin susreta prekrižen rezultat - poništena ili brisana utakmica p - utakmica prekinuta 3:0 p.f. / 0:3 p.f. - rezultat 3:0 bez borbe |                               |     |     |     |     |     |     |     |     |     |     |     |      |     |     |

 Izvori: